# Emerson Spencer
Emerson Lane "Bud" Spencer (San Francisco, 10 de outubro de 1906 – Palo Alto, 15 de maio de 1985) foi um velocista e campeão olímpico norte-americano.
Participou da equipe de atletismo norte-americana aos Jogos de Amsterdã 1928, onde competiu nos  4x400 m, conquistando a medalha de ouro com um recorde mundial no revezamento – 3:14.2 – junto com Ray Barbuti, Fred Alderman e George Baird . Na semana seguinte ao encerramento dos Jogos,  participou da quebra de outro recorde mundial no revezamento 4x400 jardas em Londres contra a equipe da Grã-Bretanha.
Depois de se retirar das pistas trabalhou como editor de esportes do San Francisco News e depois  como técnico-assistente de atletismo da Universidade de Stanford, sua alma mater.